# Монтефорте Чиленто
Монтефо̀рте Чилѐнто (на италиански: Monteforte Cilento) е село и община в Южна Италия, провинция Салерно, регион Кампания. Разположено е на 600 m надморска височина. Населението на общината е 576 души (към 2010 г.).